# Квіліндсхі Гартман
Квіліндсхі Гартман (нід. Quilindschy Hartman, нар. 14 листопада 2001, Звейндрехт) — нідерландський футболіст, лівий захисник клубу «Феєнорд».

## Клубна кар'єра
Вихованець клубу «Ексельсіор» з Роттердама, в академії якого перебував з 2009 року. 2010 року Гартман перейшов до «Феєнорда», де теж спочатку виступав за молодіжні команди, а у червні 2020 року підписав перший контракт з роттердамцями.
21 серпня 2022 року дебютував за основну команду, вийшовши у стартовому складі у виїзній грі проти «Валвейка» (1:0). 8 вересня 2022 року Гартман дебютував у єврокубках, зігравши у матчі Ліги Європи УЄФА проти італійського «Лаціо» (2:4). Гартман забив свій перший гол за клуб 10 листопада 2022 року, забивши єдиний гол в матчі проти «Камбюра» з рахунком (1:0). Через чотири дні «Феєнорд» оголосив, що клуб і Гартман досягли домовленості про продовження контракту гравця до 2025 року.

## Міжнародна кар'єра
У вересні 2022 року Гартман був викликаний Ремко Бісентіні до складу національної збірної Кюрасао напередодні товариських ігор проти Індонезії .. Однак «Феєнорд» не захотів відпускати Гартмана в збірну, і Квіліндсхі в складі замінив Бредлі Мартіс.

## Титули і досягнення
- Чемпіон Нідерландів (1):

Феєнорд: 2022-23